# Sapromyza dispersa
Sapromyza dispersa är en tvåvingeart som först beskrevs av Pandelle 1902.  Sapromyza dispersa ingår i släktet Sapromyza och familjen lövflugor.
Artens utbredningsområde är Tyskland. Inga underarter finns listade i Catalogue of Life.